# Glenfield (Nouvelle-Zélande)
Pour les articles homonymes, voir Glenfield.
Glenfield (appelée Mayfield jusqu’en 1912) est une banlieue de la cité d’Auckland située au sein de la ville de North Shore, dans l’Île du Nord de la Nouvelle-Zélande.

## Population
La population du centre de Glenfield était de 4 554 habitants en 2006 lors du recensement : recensement de 2006 en Nouvelle-Zélande, en augmentation de 240 résidents par rapport à 2001.
Glenfield North a aussi 4 050 habitants de plus mais fait partie de la zone de recensement de Kaipatiki (en), avec 4 128 habitants, qui peuvent aussi être considérés comme une partie de Glenfield.

## Situation
La ville est localisée vers le nord du mouillage de Waitematā Harbour, à 9 kilomètres au nord-ouest du centre de la cité d’Auckland.
La banlieue est localisée dans le nord de la partie à l’intérieur de North Shore, et est entourée par les banlieues de Marlborough, Sunnynook, Forrest Hill, Birkenhead, Northcote, Windy Ridge, et est située tout près de la ville de Takapuna.
La partie nord de Glenfield est considérée comme une banlieue séparée connue sous le nom de Glenfield North. Cette dernière banlieue est située tout près de la State Highway 1/S H 1 et s’étend au nord en direction de la ville d’Albany.

## Municipalités limitrophes
Glenfield a aussi 2 zones principales de commerces. L’une est constituée par Glenfield Mall (en) et les magasins aux alentours. L’autre est au niveau de Wairau Valley, qui est une ancienne zone industrielle, qui est maintenant un mélange de propriétés commerciales et industrielles.

## Histoire
Le nom officiel du district était ‘Freemans’ d’après celui de ‘John Freeman’ qui établit un bureau de poste dans sa maison au coin de ‘Glenfield’ et ‘Kaipatiki Roads’ en 1888,. Il y était fait référence comme Mayfield à cause des fleurs blanches des arbres Manuka ou Leptospermum scoparium et des arbres kanuka, qui rappelaient aux colons les mois de mai du printemps de « chez eux » en Angleterre. L’existence d'une ville nommée aussi Mayfield dans la région de Canterbury, signifie que le nom n’a jamais été officiellement octroyé au secteur par le service postal.
Le 12 mars 1912, la zone fut renommée ‘Glenfield’ par le service postal. Le nom de ‘Mayfield’ survit dans ‘Mayfield Road’, un côté tranquille de la route plusieurs centaines de mètres au nord des magasins de Glenfield.
Avant l’ouverture de pont du mouillage d'Auckland (en) en 1959, Glenfield consistait essentiellement en terrains agricoles.
Durant les années 1960, alors que l’accès au secteur s’améliorait, de nombreuses grandes propriétés agricoles furent subdivisées pour fournir des espaces pour des développements résidentiels.
Le 9 décembre 1971, en réponse à la crainte de l’extension commerciale en descendant le long de ‘Glenfield Rd’, le centre commercial de 'Glenfield Mall' ouvrit. Ce fut parmi les premiers centres commerciaux 'fermés' dans le pays. Il était caractérisé par une importante volière située dans le centre de la galerie commerçante. En 2000, ‘Glenfield Mall’ fut complètement redéveloppé sous le nom de ‘Westfield Glenfield’, mais en 2015, il revint à son nom initial.
À partir du 1er novembre 2010, Glenfield devint une partie du board local de Kaipatiki (en) dans le cadre du nouveau Conseil d’ Auckland.

## Installations
Le Southern Cross Hospital North Harbour (en), un hôpital privé est situé au niveau de ‘Wairau Road.’

## Éducation
Le ‘Collège de Glenfield’ est une école secondaire (allant de l’année 9 à 13) avec un taux de décile de 6 et un effectif de 500 élèves.
‘Glenfield Intermédiate’, fut fondée en 1972 est une école intermédiaire (allant de l’année 7 à 8) avec un effectif de 531 élèves et un taux de décile de 8.
L’école de ‘Glenfield Primary School’ est une école contribuant au primaire (allant de l’année 1 à 6) avec un taux de décile de 6N et un effectif de 368 élèves.
Les 3 écoles sont mixtes.

## Média
Les Films ‘South Seas, Television, and Animation d’écoles’ sont localisés dans Glenfield.

## Sport
Glenfield est le domicile du Glenfield RFC, qui est membre du North Harbour Rugby Union, et Glenfield Rovers, qui participent aux compétitions dans le cadre du Lotto Sport Italia NRFL Division 1B (en). Le club de rugby à XIII du Glenfield Greyhounds   est basé à proximité au niveau de la banlieue de Sunnynook.

## Personnalités notables
- Rachel Hunter – top modèle
- Benjamin Thomas Watt  – premier juge de boxe au niveau mondial ouvertement gay